# Altishofen
Altishofen est une commune suisse du canton de Lucerne, située dans l'arrondissement électoral de Willisau.

Vue aérienne (1957)

## Monuments et curiosités
- Le Château d'Altishofen de style gothique date de 1575-77. Il servit d'habitation au roi des Suisses, le colonel Ludwig Pfyffer von Altishofen (1524-1594).
- L'église paroissiale Saint-Martin est l'œuvre de Jakob Singer[3].